# Stigmatogaster sardoa
Stigmatogaster sardoa är en mångfotingart som först beskrevs av Karl Wilhelm Verhoeff 1901.  Stigmatogaster sardoa ingår i släktet Stigmatogaster och familjen trädgårdsjordkrypare. Inga underarter finns listade i Catalogue of Life.